# Hoogemeeden
Hoogemeeden is een streekje in de gemeente Westerkwartier in de Nederlandse provincie Groningen. Het behoort tot het dorp Den Horn en ligt in de polders de Kleine Eendracht en de Kriegsman tussen Den Horn en het Aduarderdiep. Door de streek stroomt de Hoogemeedstertocht. In het streekje liggen een aantal boerderijen, waaronder de naamgenoten Hoogemeeden (in het noordoosten), Hoge Meden (in het middenwesten) en Hooge Meeden (in het zuidwesten, bij driesprong met weg naar Zuidhorn). Onder het streekje valt ook de wierde Langeweer, waar ooit een voorwerk lag van het klooster van Aduard.
De naam Hoogemeeden betekent hoge hooilanden (zie made). Vlakbij liggen ook de Lagemeeden, samen vormden beide tot 1862 (toen het kerkje van Lagemeeden instortte) een kerspel. Ten noorden van de Weersterweg stond tussen 1847 en 1967 een watermolen die de polder de Kriegsman bemaalde. De molen brandde af in 1967 en is daarop vervangen door een gemaaltje.

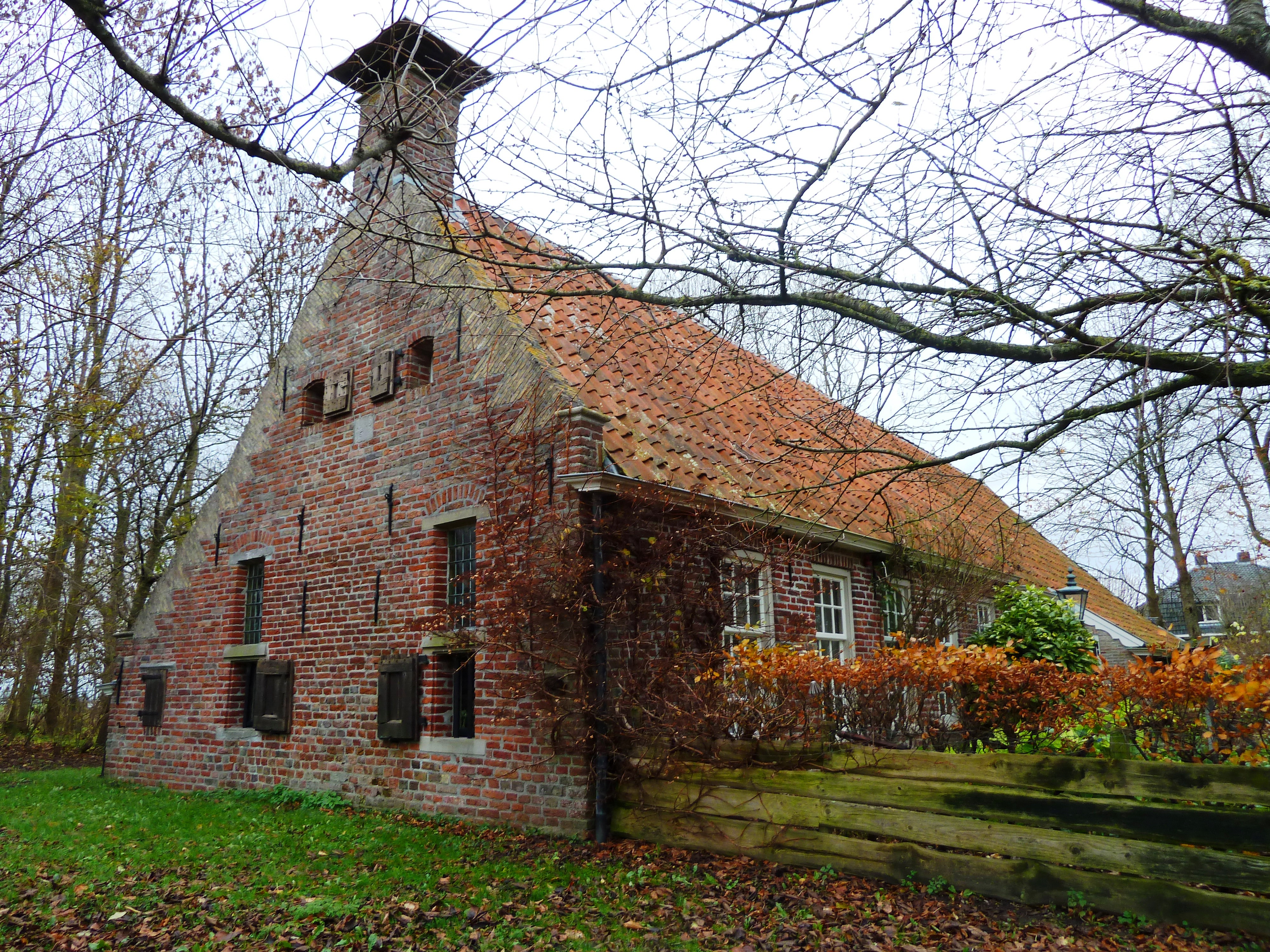
Boerderij 'Hooge Meeden' met gevelsteen met 'Anno 1618'

## Geboren in Hoogemeeden
- Hendrik Arnoldus Aalfs (1861-1945), burgemeester van Oldekerk en Vries
- Frederik Willem Steenhuisen (1883-1953), burgemeester van Tietjerksteradeel.